# Poul Dalsager
Poul Dalsager (* 5. März 1929 in Hirtshals, Nordjütland; † 2. Mai 2001 in Hjørring) war ein dänischer Politiker und von 1981 bis 1985 EG-Kommissar für Landwirtschaft. Er amtierte von 1975 und 1981 als dänischer Minister für Landwirtschaft und Fischerei im Kabinett Anker Jørgensen. Anschließend wechselte er als EG-Kommissar in die Kommission Thorn, aus der er 1985 ausschied und fortan als Bürgermeister von Hjørring wirkte.

## Leben
Poul Dalsager wurde 1929 als Sohn des Arbeiters Frederik Verner Læssø Pedersen Dalsager (1904–1988) und Carla Johanne Svendsen (1902–1958) geboren. Nach dem Besuch der Realschule absolvierte er ab 1945 in Hjørring eine Lehre zum Bankkaufmann. Schon früh war er Mitglied der sozialdemokratischen Jugendbewegungen. Im Jahr 1951 war er für ein Jahr Vorsitzender der Sozialdemokratischen Partei in Tornby-Vidstrup und von 1959 bis 1964 in Hjørring. Währenddessen war er auch Mitglied im Stadtrat und in der Schulkommission von Hjörring. Seit 1951 war Dalsager mit Betty Birgitte Jørgensen (1927–2007) verheiratet.

## Politik
Dalsager wurde 1964 ins Folketing, das dänische Parlament, gewählt. Von 1969 bis 1971 war er Delegierter bei den Vereinten Nationen und anschließend bis 1973 Vorsitzender der Kommission für Beziehungen zur EG. Von 1973 bis 1974 war er Mitglied des Europaparlaments, zu dessen Vizepräsidenten er auch gewählt wurde. Ab Januar 1975 war er Mitglied im Kabinett Anker Jørgensen als Landwirtschaftsminister. Drei Jahre später, im Jahr 1978, wurde er Präsident des EG-Ministerrats und, nach dem Tod des EG-Agrarkommissars Finn Olav Gundelach am 13. Januar 1981, dessen Nachfolger. Somit war Dalsager Vorsitzender der größten Abteilung der EG-Behörde. In seiner Amtszeit wurde oftmals die Reform der Agrarpolitik diskutiert, ohne dass tiefgreifende Ergebnisse präsentiert werden konnten. Dalsager wurde 1985 vom dänischen Finanzpolitiker Henning Christophersen abgelöst, die Zuständigkeit für die Landwirtschaft fiel an den Niederländer Frans Andriessen.

## Späte Jahre
Dalsager kehrte nach seinem Ausscheiden aus der Europapolitik nach Hjørring zurück, wo er später Bürgermeister wurde. Dort verstarb er 2001.

## Belege
- Poul Dalsager Internationales Biographisches Archiv 46/1985 vom 4. November 1985, im Munzinger-Archiv (Artikelanfang frei abrufbar)
- Dansk Biografisk Leksikon

| Personendaten    | Personendaten                                                            |
| ---------------- | ------------------------------------------------------------------------ |
| NAME             | Dalsager, Poul                                                           |
| KURZBESCHREIBUNG | dänischer Politiker, Mitglied des Folketing und EG-Kommissar (1981–1985) |
| GEBURTSDATUM     | 5. März 1929                                                             |
| GEBURTSORT       | Hirtshals                                                                |
| STERBEDATUM      | 2. Mai 2001                                                              |
| STERBEORT        | Hjørring                                                                 |